# Middle Class Rut
Middle Class Rut, aussi connu sous le nom de MC Rut, est un groupe de rock alternatif américain, originaire de Sacramento, en Californie. Il est composé du chanteur/guitariste Zack Lopez et du chanteur/batteur Sean Stockham. Le groupe se met en pause indéfinie en 2015.

## Biographie
Middle Class Rut est formé après la dissolution de l'ancien groupe de Lopez et Stockham, Leisure, qui était signé chez Dreamworks Records en 2000 pendant leur adolescence. Leisure termine ses activités en 2003 et, après une pause scénique, Lopez et Stockham se rassemblent pour former Middle Class Rut. Ils jouent leur première tournée nationale à la fin 2007 avec Receiving End of Sirens et Envy on the Coast. Alternative Press notera la performance scénique de MC Rut, disant « …c'est transcendant d'assister à la frénésie sonore de ces deux gars qui sont capables d'en faire autant…. » Le Sacramento Bee accueille également positivement cette performance du groupe. Le groupe tourne avec Burning Brides en juillet 2008 et Three en octobre 2008.
À la fin 2007, la chaine de radio alternative de Sacramento KWOD 106.5 FM diffuse le morceau New Low de Middle Class Rut. À la fin 2008, New Low est voté meilleure chanson par les auditeurs de KWOD. En 2008, Zack et Sean joue à plusieurs reprises avec les DJ de KWOD, Rubin et Andy Hawk. En septembre 2008, le groupe attire l'intérêt du DJ de la BBC Radio 1 Zane Lowe, qui a diffusé leur morceau Busy Bein' Born. En novembre 2008, le groupe est décrit par le New Musical Express (NME) comme des « ...chimsites epic noise » ; le groupe entame une tournée de cinq dates britanniques pour la première fois. Le 19 novembre 2008, le groupe enregistre une session pour la BBC One in Studio Four des Maida Vale Studios de la BBC.
Le 10 mars 2009, Zane Lowe de Radio 1 diffuse un morceau intitulé I Guess You Could Say qu'il liste comme son Hottest Record in the World. La chanson est incluse dans l'EP 25 Years.
Le 30 octobre 2010, Middle Class Rut ouvre à la deuxième nuit de la tournée spéciale dix ans de Chevelle au Metro de Chicago, dans l'Illinois.
Le 17 décembre 2010, Middle Class Rut ouvre le concert The Night 89x Stole Christmas avec Sick Puppies et My Chemical Romance au Fillmore de Détroit, dans le Michigan. Le 26 avril 2013, Loudwire publie leur clip du single Aunt Betty. Pour le Record Store Day 2014, le groupe sort Factories/Indians en édition limitée.
Le 8 septembre 2015, Zack Lopez annonce sur Facebook que le groupe se met indéfiniment en pause

## Membres
- Zack Lopez - chant, guitare
- Sean Stockham - chant, batterie

## Discographie
- 2010 : No Name No Color[9]
- 2013 : Pick Up Your Head[10]
- 2018 : Gutters[11]